# Kiko Alonso
* solo nella prestagione 
Kristian Alonso, detto Kiko (Newton, 14 agosto 1990), è un ex giocatore di football americano statunitense che ha militato nel ruolo di linebacker nella National Football League (NFL). Fu scelto nel corso del secondo giro (46º assoluto) del Draft NFL 2013 dai Buffalo Bills. In carriera ha giocato anche con i Philadelphia Eagles, i Miami Dolphins, i New Orleans Saints e i San Francisco 49ers. Al college ha giocato a football all’Università dell'Oregon.
Durante la sua carriera nella NFL Alonso fu scambiato per 4 volte, numero record condiviso con Eric Dickerson.
Alonso si è ritirato il giorno successivo aver firmato per i New Orleans Saints dopo quasi due anni essere stato senza squadra.

## Carriera universitaria
Alonso, di padre di origine cubana e madre colombiana, è nato a Newton, in Massachusetts, ma cominciò a giocatore a football alla Los Gatos High School in California. Quindi dal 2008 al 2012 Alonso giocò per l'Università dell'Oregon con gli Oregon Ducks impegnati nella Pac-12 Conference (Pac-12) della Divisione I della Football Bowl Subdivision (FBS) della NCAA.
Nel suo primo anno fu redshirt, ossia si allenava con la squadra ma non poteva partecipare alle gare ufficiali. Nel 2009 fu il primo linebacker di riserva, giocando in 13 gare.
Nel 2010 invece fu sospeso dalla squadra dopo essere stato arrestato con l'accusa di guida in stato di ebbrezza e per altre traversie con la giustizia dovute ai suoi problemi con l'alcool. Tornato a giocare nel 2011 Alonso si mise in evidenza registrando 46 tackle e 2,5 sack, quarto tra i linebacker della conference.
Nella sua ultima stagione al college Alonso fu titolare in tutte e 13 le partite dei Ducks, facendo registrare 87 tackle, di cui 62 in solitario, un sack, 4 intercetti, 7 passaggi deviati e 2 fumble forzati, ottenendo la nomina nel Second-Team All-Pac-12 e quella di MVP difensivo del Rose Bowl del 2012.

### Sospensione dalla squadra
Il 19 febbraio 2010 Alonso fu arrestato con l'accusa di guida in stato di ebbrezza. Alonso fu sospeso dalla squadra per la stagione 2010. Nel maggio 2011 Alonso fu nuovamente arrestato con le accuse di furto con scasso e violazione di domicilio. Le accuse derivavano da una donna che aveva chiamato il 911 riportando che Alonso picchiava alla sua porta chiedendo di farlo entrare in casa. Secondo fonti vicine ad Alonso in quel momento lui credeva di star entrando a casa sua ma comunque Alonso si dichiarò colpevole di tutte le accuse e gli furono comminati due anni di libertà vigilata, 200 ore di servizi sociali e l'obbligo di seguire un programma contro l'alcolismo. Alonso fu reinserito nella squadra dei Ducks a settembre 2011 dopo aver completato le ore di servizi sociali e il programma contro l'alcolismo.

## Carriera professionistica

### Buffalo Bills
Alonso fu scelto nel corso del secondo giro (46ª scelta assoluta) del Draft NFL 2013 dai Buffalo Bills. 

#### Stagione 2013
Alonso debuttò come professionista nella settimana 1, guidando la sua squadra con 9 tackle e forzando un fumble contro i New England Patriots. La settimana successiva mise a segno il primo sack e il suo primo intercetto in carriera su Cam Newton dei Carolina Panthers, guidando nuovamente i Bills con 10 tackle. Il secondo intercetto, Alonso lo mise a referto nella settimana 3 su Geno Smith dei New York Jets. Con 2 intercetti su Joe Flacco nel turno successivo, Alonso divenne il primo linebacker della storia dei Bills a mettere a referto un intercetto per tre settimana consecutive. Per questa prestazione fu premiato come rookie della settimana e quattro giorni dopo come miglior difensore rookie del mese di settembre.
Nella settimana 6 contro i Cincinnati Bengals, Alonso mise a segno ben 22 tackle, la seconda prestazione dell'anno nella lega dopo i 24 di Luke Kuechly. Nella settimana 9 fece registrare il secondo sack in carriera contro i Kansas City Chiefs. La sua produttiva stagione da rookie si concluse con 159 tackle (terzo nella NFL), 4 intercetti e 2,0 sack in 16 presenze, tutte come titolare, venendo votato all'84º posto nella NFL Top 100 dai suoi colleghi.

#### Stagione 2014
Il 2 luglio 2014 i Bills annunciarono la rottura del legamento crociato anteriore per Alonso, che perse l'intera stagione 2014.

### Philadelphia Eagles

#### Stagione 2015
Il 3 marzo 2015 Alonso fu scambiato dai Bills con i Philadelphia Eagles in cambio del running back All-Pro LeSean McCoy, ritrovando il suo ex allenatore a Oregon Chip Kelly. Nella prima partita con la nuova maglia mise subito a segno un intercetto su Matt Ryan degli Atlanta Falcons. La settimana successiva contro i Dallas Cowboys subì una rottura parziale del legamento crociato anteriore sinistro che condizionò il resto della sua stagione, conclusa con 11 presenze, di cui una sola come titolare.

### Miami Dolphins

#### Stagione 2016
Il 7 marzo 2016 Alonso fu scambiato dagli Eagles con i Miami Dolphins in cambio di scelte al draft successivo. Nella settimana 10 contro i San Diego Chargers segnò un touchdown dopo un intercetto su Philip Rivers. Nella prima stagione in Florida giocò da middle linebacker titolare, mettendo a segno 115 tackle, 2 intercetti e guidando la NFL con 4 fumble recuperati.

#### Stagione 2017
Il 21 marzo 2017 Alonso firmò un rinnovo quadriennale del valore di 28,9 milioni di dollari con i Dolphins.
Alla settimana 8 un suo intervento portò all'infortunio del quarterback Joe Flacco dei Baltimore Ravens. La lega decise di non sospendere Alonso per il suo intervento su Flacco ma gli comminò per l'episodio una multa di 9.115 dollari.
Alonso concluse la stagione giocando da titolare in tutte le 16 partite dei Dolphins facendo registrare 115 tackle e un sack.

#### Stagione 2018
Alonso iniziò la stagione come strongside linebacker titolare. Nella settimana 2, nella vittoria 20–12 contro i New York Jets, Alonso fece registrare il suo record stagionale con 13 tackle solitari e nella partita della settimana successiva, la vittoria 28–2 contro gli Oakland Raiders, altri 15 tackle totali di cui 7 solitari.
Durante la stagione Alonso subì nuove critiche per i suoi interventi in ritardo sui quarterback avversari: nella sconfitta di settimana 12 contro gli Indianapolis Colts ricevette una penalità per fallo personale per un intervento su Andrew Luck e successivamente fu multato dalla lega. Alonso ripeté un simile intervento falloso su Josh Allen nella gara di settimana 17 contro i Buffalo Bills che gli costò l'espulsione dopo la conseguente rissa scoppiata tra le due squadre.

### New Orleans Saints

#### Stagione 2019
Il 1º settembre 2019 Alonso fu scambiato dai Dolphins con i New Orleans Saints per il linebacker Vince Biegel. Nella partita dei playoff contro i Minnesota Vikings Alonso si infortunò nuovamente al legamento crociato anteriore del ginocchio. Il 1º agosto 2020, all'avvio della preparazione per la nuova stagione, Alonso fu inserito dai Saints nella lista attivi/fisicamente impossibilitati a giocare (PUP=physically unable to perform). Il 5 settembre, all'inizio della stagione regolare, Alonso fu escluso dal roster attivo e spostato nella lista riserve/PUP.

### San Francisco 49ers

#### Stagione 2020
Il 2 novembre 2020 Alonso e una scelta del Draft NFL 2021 furono scambiati dai Saints con i San Francisco 49ers per Kwon Alexander Il 23 novembre 2020 Alonso fu tagliato dai 49ers dopo non aver superato una valutazione medica sul suo stato fisico (designazione fisica fallita).

### New Orleans Saints (secondo periodo)

#### Stagione 2022
Il 5 agosto 2022, dopo quasi due anni senza squadra, Alonso firmò con i New Orleans Saints.

### Ritiro
Il 6 agosto 2022 Alonso annunciò il suo ritiro dal football professionistico, malgrado avesse firmato con i New Orleans Saints il giorno precedente.

## Palmarès
- PFWA Rookie difensivo dell'anno - 2013
- PFWA All-Rookie Team - 2013
- Rookie difensivo del mese: 1

settembre 2013
- Rookie della settimana: 1

4ª del 2013

## Statistiche

### Stagione regolare
| Stagione | Stagione | Stagione                 | Stagione                 | Difesa                   | Difesa                   | Difesa                   | Difesa                   | Difesa                   | Difesa                   |
| Anno     | Squadra  | P                        | PT                       | T. tot.                  | T. sol.                  | T. ass.                  | Sack                     | Int                      | FF                       |
| -------- | -------- | ------------------------ | ------------------------ | ------------------------ | ------------------------ | ------------------------ | ------------------------ | ------------------------ | ------------------------ |
| 2013     | BUF      | 16                       | 16                       | 159                      | 87                       | 73                       | 2,0                      | 4                        | 1                        |
| 2014     | BUF      | Non giocò per infortunio | Non giocò per infortunio | Non giocò per infortunio | Non giocò per infortunio | Non giocò per infortunio | Non giocò per infortunio | Non giocò per infortunio | Non giocò per infortunio |
| 2015     | PHI      | 11                       | 1                        | 43                       | 30                       | 13                       | 0,0                      | 1                        | 1                        |
| 2016     | MIA      | 15                       | 15                       | 115                      | 69                       | 46                       | 0,0                      | 2                        | 2                        |
| 2017     | MIA      | 16                       | 16                       | 115                      | 79                       | 36                       | 1,0                      | 0                        | 3                        |
| 2018     | MIA      | 15                       | 15                       | 125                      | 79                       | 46                       | 0,0                      | 3                        | 0                        |
| 2019     | NO       | 13                       | 4                        | 31                       | 25                       | 6                        | 0,0                      | 0                        | 0                        |
| Totale   | Totale   | 86                       | 67                       | 588                      | 369                      | 219                      | 3,0                      | 10                       | 7                        |

### Playoff
| Stagione | Stagione | Stagione | Stagione | Difesa  | Difesa  | Difesa  | Difesa | Difesa | Difesa |
| Anno     | Squadra  | P        | PT       | T. tot. | T. sol. | T. ass. | Sack   | Int    | FF     |
| -------- | -------- | -------- | -------- | ------- | ------- | ------- | ------ | ------ | ------ |
| 2016     | MIA      | 1        | 1        | 6       | 1       | 5       | 0,0    | 0      | 0      |
| 2019     | NO       | 1        | 0        | 2       | 1       | 1       | 0,0    | 0      | 0      |
| Totale   | Totale   | 2        | 1        | 8       | 2       | 6       | 0,0    | 0      | 0      |

Fonte: Football Database
In grassetto i record personali in carriera